# Marleve Mainaky
Marleve Mario Mainaky (* 26. März 1972 in Ternate, Maluku Utara) ist ein ehemaliger Badmintonspieler aus Indonesien.

## Karriere
Marleve Mainaky nahm am olympischen Badmintonturnier 2000 teil und wurde dabei Fünfter im Herreneinzel. Bei den Asienmeisterschaften 1999 und 2000 gewann er jeweils Bronze ebenso wie bei den Südostasienspielen 2001. Schon 1993 hatte er die US Open gewonnen.

## Erfolge
| Saison | Veranstaltung          | Disziplin    | Platz | Name            |
| ------ | ---------------------- | ------------ | ----- | --------------- |
| 1993   | Amor International     | Herreneinzel | 1     | Marleve Mainaky |
| 1993   | US Open                | Herreneinzel | 1     | Marleve Mainaky |
| 1997   | Indonesia Open         | Herreneinzel | 2     | Marleve Mainaky |
| 1997   | Malaysia International | Herreneinzel | 1     | Marleve Mainaky |
| 1997   | Chinese Taipei Open    | Herreneinzel | 5     | Marleve Mainaky |
| 1998   | Asienmeisterschaft     | Herreneinzel | 2     | Marleve Mainaky |
| 1998   | Indonesia Open         | Herreneinzel | 5     | Marleve Mainaky |
| 1999   | Indonesia Open         | Herreneinzel | 3     | Marleve Mainaky |
| 1999   | Japan Open             | Herreneinzel | 5     | Marleve Mainaky |
| 1999   | Swiss Open             | Herreneinzel | 2     | Marleve Mainaky |
| 1999   | Asienmeisterschaft     | Herreneinzel | 3     | Marleve Mainaky |
| 2000   | Japan Open             | Herreneinzel | 5     | Marleve Mainaky |
| 2000   | Olympia                | Herreneinzel | 5     | Marleve Mainaky |
| 2000   | Asienmeisterschaft     | Herreneinzel | 3     | Marleve Mainaky |
| 2000   | Chinese Taipei Open    | Herreneinzel | 5     | Marleve Mainaky |
| 2001   | Swiss Open             | Herreneinzel | 3     | Marleve Mainaky |
| 2001   | Südostasienspiele      | Herreneinzel | 3     | Marleve Mainaky |
| 2001   | Indonesia Open         | Herreneinzel | 1     | Marleve Mainaky |
| 2002   | Swiss Open             | Herreneinzel | 1     | Marleve Mainaky |
| 2003   | Swiss Open             | Herreneinzel | 3     | Marleve Mainaky |